# Seleukidernas dynastiska krig

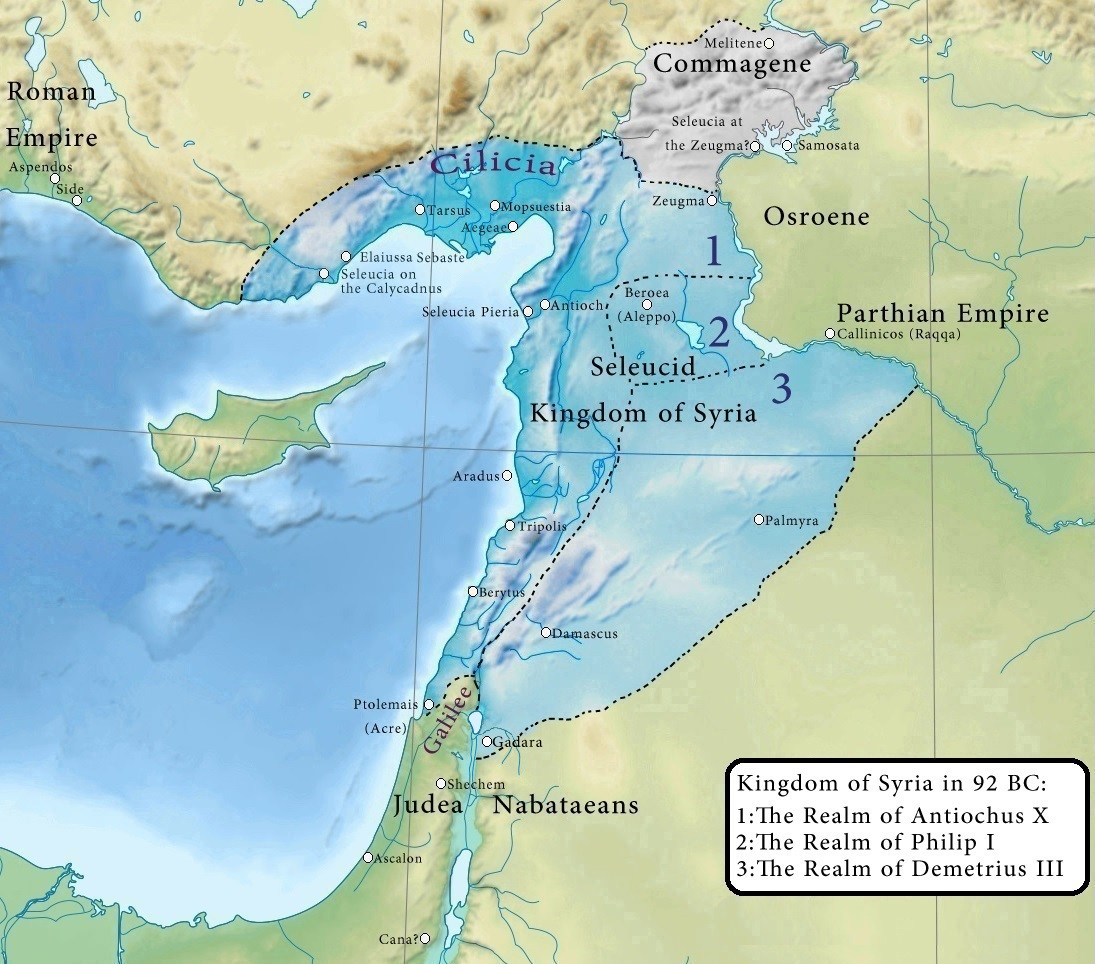
Syria under the Seleucids 92 BC

Seleukidernas dynastiska krig var en serie tronföljdskrig som ägde rum i Seleukiderriket mellan olika medlemmar av seleukidernas dynasti mellan 175 f.Kr. fram till att riket blev en romersk provins år 63 f.Kr. 
Seleukiderrikets tronföljd stördes permanent efter Seleukos IV:s död år 175 f.Kr. och återfann därefter aldrig riktigt stabiliteten. Under följande årtionden blossade regelbundet upp kriser i tronföljden där olika medlemmar av dynastin utropade sig till monarker, tog kontroll över olika delar av riket och förde krig mot varandra för att hävda sina arvsanspråk på tronen. Dessa strider blossade upp så ofta att det slutligen resulterade i ett permanent kristillstånd där olika delar av riket ständigt kontrollerades av olika medlemmar av dynastin som hävdade sig vara monarker på en och samma gång. 
De ständiga tronföljdskrigen var en katastrof för Seleukiderriket och resulterade i dess undergång. Medan riket förlamades av permanent instabilitet genom inre stridigheter och splittring, förlorade det sin ställning som internationell stormakt och förlorade alltmer av sitt territorium tills det slutligen bestod av enbart Syrien, som år 63 f.Kr. annekterades av Rom efter Antiochos XIII:s död.